# Yerma (pel·lícula de 1978)
Yerma és un telefilm italià del 1978 dirigit per Marco Ferreri per la Rai.

## Argument
A partir de l'obra homònima de Federico García Lorca, s'explica el drama d'una dona ansiosa per convertir-se en mare. El marit no comparteix la seva ansietat i prefereix ocupar-se d'altres coses (treball, lleure i diners). Quan ella confirma que no pot ser mare, escanyarà el seu marit. La pel·lícula parla d'un drama burgès reinterpretat en clau surrealista.

## Repartiment
- Edmonda Aldini: Yerma
- Franco Citti: Juan
- Michele Placido: Victor
- Maria Monti: La pagana
- Anna Melato: Maria
- Nerina Montagnani: Dolores
- Sarah Di Nepi: Rosario
- Valeria D’Obici: La cunyada
- Silvia Maria Martin: Silvia
- Luisa Morandini: Luisa
- Gigliola Negri: Gigliola
- Daniela Piperno: Daniela
- Anna Recchimuzzi: Anna
- Luciana Turina: Luciana
- Jemima Zeller: Jemima